# La Sala (les Llosses)
La Sala és un mas al terme de les Llosses inclòs a l'Inventari del Patrimoni Arquitectònic de Catalunya. Malgrat que la masia que podem veure avui dia data molt possiblement de principis del segle xix, la seva ubicació al costat mateix d'una torre medieval de dos pisos i planta rectangular fa pensar amb la presència en aquest indret d'una masia amb el mateix nom, els orígens del qual els s'haurien de remuntar fins a l'edat mitjana (i que molt possiblement es correspondrien amb les restes que hi ha al davant de l'actual construcció). No hi ha dubte que la torre controlaria un bon tram del camí que condueix a Sovelles.
És una casa de planta quadrangular amb teulada de teula àrab de quatre vessants. Està construïda al costat mateix d'una torre de guaita medieval. La masia fou ampliada mitjançant la construcció de diversos coberts i graners, i aquests s'aixecaren al redós de la torre. Té la façana principal al sud, la qual és precedida per una era de batre de cairons. L'edifici conta de planta baixa, pis i golfes, amb la distribució interna habitual. Per bastir algunes de les construccions adossades han estat aprofitats parts dels murs de l'antiga torre. Aquest és el cas de la cabana que trobem a ponent.